# 薩默塞特縣 (緬因州)
萨默塞特縣（又譯作索美賽特縣）是美国缅因州中西部的一個縣，西界加拿大。面積10,607平方公里。根據2020年美國人口普查，共有人口50,477人。縣治斯科希甘（Skowhegan）。該縣成立於1809年3月1日，縣名源自英国的。